# Horevina
Horevina (cyr. Хоревина) – wieś w Czarnogórze, w gminie Pljevlja. W 2011 roku liczyła 11 mieszkańców.